# Echarlens
Echarlens (antiguamente en alemán Schärlingen) es una comuna suiza del cantón de Friburgo, situada en el distrito de Gruyère. Limita al norte con la comuna de Marsens, al este con Corbières, al sureste con Botterens, al sur con Morlon y Bulle, y al oeste con Riaz. Gracias a su exclave, Echarlens limita también con la comuna de Vuadens.

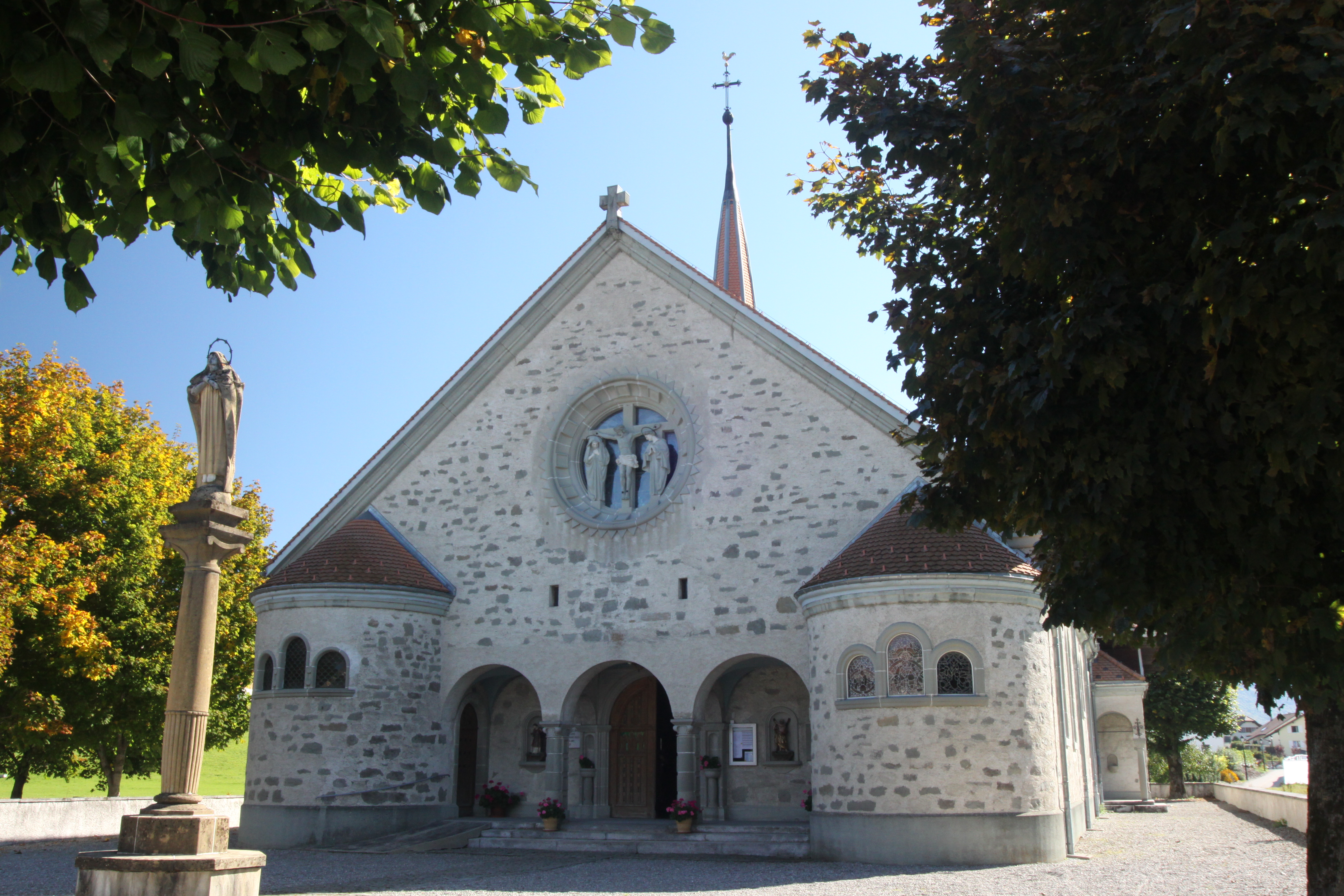
Iglesia de Nuestra Señora de la Asunción, Echarlens.